# The Price of Fame
The Price of Fame, 7-CD-box med The Everly Brothers, utgivet  2005 på det tyska skivbolaget Bear Family Records. 
Som namnet antyder innehåller boxen The Everly Brothers samtliga bevarade inspelningar från 8 mars 1960 - 19 november 1965. En inbunden 188-sidig bok i LP-format medföljer också boxen.
Boxen innehåller massor av tidigare outgivna alternativtagningar. Dessutom förekommer inspelningar som bröderna gjorde tyska och italienska.
Året efter gav samma skivbolag ut en liknande CD-box kallad Chained To A Memory som innehöll 8 CD-skivor och en DVD-skiva och som täckte perioden 1966 - 1972.

## Låtlista

### CD 1
1. "What Kind of Girl Are You" (Ray Charles) 1:54
2. "Nashville Blues" (Boudleaux Bryant/Felice Bryant) 2:36
3. "Sleepless Nights" (Boudleaux Bryant/Felice Bryant) 2:21
4. "You Thrill Me" (Boudleaux Bryant/Felice Bryant) 2:03
5. "Carol Jane" (Dave Riche) 1:49
6. "Always It's You" (Boudleaux Bryant/Felice Bryant) 2:28
7. "Oh True Love" (Boudleaux Bryant/Felice Bryant) 2:10
8. "I Want to Know You" (Dave Bartholomew/Fats Domino) 2:01
9. "Just in Case" (Boudleaux Bryant) 2:11
10. "Some Sweet Day" (Boudleaux Bryant/Felice Bryant) 2:23
11. "So Sad (To Watch Good Love Go Bad)" (Don Everly) 2:34
12. "Memories Are Made of This" (Richard Dehr/Terry Gilkyson/Frank Miller) 2:33
13. "That's What You Do to Me" (Bob Montgomery/Earl Sinks) 2:01
14. "Lucille" (Albert Collins/Richard Wayne Penniman) 2:31
15. "Baby What You Want Me to Do" (Jimmy Reed) 2:20
16. "A Change of Heart" (Boudleaux Bryant/Felice Bryant) 2:05
17. "The Silent Treatment" (Hoffman/Manning) 2:14
18. "Made to Love" (Phil Everly) 2:04
19. "So How Come (No One Loves Me)" (Boudleaux Bryant/Felice Bryant) 2:16
20. "Stick with Me Baby" (#1) (Mel Tillis) 1:52
21. "That's Just Too Much" (Don Everly/Phil Everly) 2:38
22. "Donna, Donna" (Boudleaux Bryant/Felice Bryant) 2:14
23. "Love Hurts" (#1) (Boudleaux Bryant) 2:21
24. "Sigh, Cry, Almost Die" (Don Everly/Phil Everly) 2:17
25. "Radio and TV" (Boudleaux Bryant/Felice Bryant) 2:12
26. "Stick with Me Baby" (#2) (Mel Tillis)	1:55
27. "Temptation" (#1) (Nacio Herb Brown/Arthur Freed) 2:29
28. "Walk Right Back" (Sonny Curtis) 2:17
29. "Why Not" (John D. Loudermilk)	2:42
30. "Temptation" (#2) (Nacio Herb Brown/Arthur Freed) 2:13
31. "Ebony Eyes" (John D. Loudermilk) 3:04
32. "Lonely Island" (Boudleaux Bryant) 2:13
33. "It's Been Nice (Goodnight)" (Doc Pomus/Mort Shuman) 2:05
34. "Temptation" (#3) (Nacio Herb Brown/Arthur Freed) 2:04

### CD 2
1. "My Mammy" (Donaldson/Young) 2:25
2. "Don't Blame Me" (McHugh/Fields) 3:26
3. "Mention My Name in Sheboygan" (Hillard/Sanford/Mysels) 2:05
4. "When I Grow Too Old to Dream" (Romberg/Hamerstein II) 2:38
5. "Grandfather's Clock" 	(Henry C. Work)	2:29
6. "My Gal Sal" (Paul Dressor) 2:58
7. "Love Is Where You Find It" (Earl Brent/Nacio Herb Brown) 1:59
8. "Now Is the Hour" (Maari Farewell Song) (Kaihan/Scott/Stewart) 2:38
9. "Hi-Lili, Hi-Lo" (#1) (Kapper/Deutsch)	2:06
10. "Hi-Lili, Hi-Lo" (#2) (Kapper/Deutsch)	1:54
11. "The Wayward Wind" (Stanley Lebowsky / Herbert Newman) 2:26
12. "Chico-E" 	Daniels, Kahn 	2:25
13. "Bully of the Town" 		2:00
14. "Little Old Lady" 	Adams, Carmichael 	2:22
15. "Muskrat" (Harold Hensley/Ann Tex/Merle Travis) 2:16
16. "Muskrat" (singelversion) (Harold Hensley/Ann Tex/Merle Travis) 2:19
17. "Bye Bye Blackbird" (Mort Dixson/Ray Henderson) 3:18
18. "True Love" (Cole Porter) 2:05
19. "Autumn Leaves" (Joseph Kozma/Johnny Mercer/Jacques Andre Prevert) 2:56
20. "Jezebel" (Wayne Shanklin) 2:21
21. "Ground Hawg" 2:05
22. "The Party's Over" (Styne/Comden/Green) 2:15
23. "Long Lost John" (arrangerad av Ike Everly) 1:50
24. "The Sheik of Araby" (Ted Snyder/Harry Smith/Wheeler) 2:00
25. "The Sheik of Araby" (Ted Snyder/Harry Smith/Wheeler)2:02
26. "Gran Mamou" (traditionell) 2:27
27. "Oh! My Pa-Pa (O Mein Papa)" (Paul Burkhard/Geoffrey Parsons/James John Turner Phillips) 2:09
28. "Hernando's Hideaway" (Richard Adler/Jerry Ross) 2:31
29. "When It's Night-Time in Italy, It's Wednesday Over Here" (Lew Brown/James Kendis) 2:03
30. "Souvenir Sampler" 7:30

### CD 3
1. "Trouble in Mind" (Richard Jones) 2:32
2. "Step It Up and Go" (Jimmy Howard) 1:58
3. "Theme from 'Carnival' (Love Makes the World Go 'Round)" (Bob Merrill) 	2:42
4. "I'm Gonna Move to the Outskirts of Town" (Ray Jordan/Will Weldon) 2:53
5. "That's Old Fashioned (That'sthe Way Love Should Be)" (Bernie Baum/Bill Giant/Florence Kaye) 2:23
6. "Crying in the Rain" (Howard Greenfield/Carole King) 2:00
7. "I'm Not Angry" (Jim Howard) 2:05
8. "I'm Not Angry" (Jim Howard) 2:01
9. "He's Got My Sympathy" (#1) (Gerry Goffin/Jack Keller) 2:15
10. "Little Hollywood Girl, No. 1" [Take 2] (Gerry Goffin/Jack Keller) 2:38
11. "Little Hollywood Girl, No. 1" [Take 3] (Gerry Goffin/Jack Keller)2:23
12. "Little Hollywood Girl, No. 1" [Take 17] (Gerry Goffin/Jack Keller) 2:26
13. "Little Hollywood Girl, No. 1" [Take 2] (Gerry Goffin/Jack Keller) 2:58
14. "Burma Shave" [Take 1] (Roger Miller) 0:30
15. "Burma Shave" [Take 2] (Roger Miller) 2:09
16. "Burma Shave" [Take 7] (Roger Miller) 2:32
17. "Burma Shave" [Take 15] (Roger Miller) 2:13
18. "How Can I Meet Her?" (Gerry Goffin/Jack Keller) 1:53
19. "How Can I Meet Her?" (singelversion) (Gerry Goffin/Jack Keller) 1:49
20. "Nancy's Minuet" (#1) [Take 5] (Don Everly) 1:54
21. "Nancy's Minuet" (#1) [Take 8] (Don Everly) 2:22
22. "Nancy's Minuet" (#1) [Take 28] (Don Everly) 2:23
23. "What About Me" [Take 6] (Gerry Goffin/Carole King) 2:03
24. "What About Me" [Take 13] (Gerry Goffin/Carole King) 2:07
25. "Nice Guy" [Take 4] (Gerry Goffin/Carole King) 1:58
26. "Nice Guy" [Take 19] (Gerry Goffin/Carole King) 2:01
27. "Nice Guy" [Take 26] (Gerry Goffin/Carole King) 2:07
28. "Don't Ask Me to Be Friends" (Gerry Goffin/Jack Keller) 2:28
29. "Chains" (Gerry Goffin/Carole King) 2:24
30. "Chains" (Gerry Goffin/Carole King)2:19
31. "He's Got My Sympathy" (#2) (Gerry Goffin/Jack Keller) 2:25
32. "He's Got My Sympathy" (#2) (Gerry Goffin/Jack Keller) 2:16

### CD 4
1. "Foolish Doubts" [Take 2] 		2:49
2. "Foolish Doubts" [Take 10] 		2:12
3. "No One Can Make My Sunshine Smile" (#1) [Take 7] (Gerry Goffin/Jack Keller) 3:17
4. "No One Can Make My Sunshine Smile" (#1) [Take 14] (Gerry Goffin/Jack Keller) 2:13
5. "No One Can Make My Sunshine Smile" (#1) [Take 17] (Gerry Goffin/Jack Keller) 2:17
6. "I Can't Say Goodbye to You" (Gerry Goffin/Carole King) 2:09
7. "No One Can Make My Sunshine Smile" (#2) (Gerry Goffin/Jack Keller) 2:14
8. "Dancing on My Feet" [Take 1] (Phil Everly) 1:49
9. "Dancing on My Feet" [Take 2] (Phil Everly) 2:11
10. "Dancing on My Feet" [Take 4] (Phil Everly) 2:17
11. "Dancing on My Feet" [Take 14] (Phil Everly) 2:05
12. "Dancing on My Feet" [Take 17] (Phil Everly) 1:56
13. "Adeste Fideles (O Come All Ye Faithfull)" (traditionell) 2:13
14. "Hark! The Herald Angels Sing" (traditionell) 2:08
15. "Deck the Halls with Boughs of Holly" (traditionell) 1:32
16. "God Rest Ye Merry, Gentlemen" (traditionell) 1:26
17. "The First Noel" (traditionell) 2:27
18. "We Wish You a Merry Christmas" (traditionell) 1:21
19. "Away in a Manger" (traditionell) 2:01
20. "Angels, From the Realms of Glory" (traditionell) 3:25
21. "O Little Town of Bethlehem" (traditionell) 2:14
22. "What Child Is This?" (traditionell) 2:18
23. "Silent Night" (traditionell) 2:57
24. "Bring a Torch, Jeannette, Isabella" (traditionell) 2:36
25. "(So It Was...So It Is) So It Always Will Be" (#1) (Arthur Altman) 2:59
26. "(So It Was...So It Is) So It Always Will Be" (Comp) (Arthur Altman) 1:55
27. "(So It Was...So It Is) So It Always Will Be" [Take 18] (Arthur Altman) 1:53
28. "Nancy's Minuet" (#3) [Take 1] (Don Everly) 	2:22
29. "Nancy's Minuet" (#3) [Take 14] (Don Everly) 	2:06
30. "Whatever Happened to Judy" (Sonny Curtis) 2:36
31. "I'm Afraid" [Take 1] Jay Gordon-Tintle) 1:52
32. "I'm Afraid" [Take 8] (Jay Gordon-Tintle) 1:49
33. "Trouble" 1:56
34. "Baby Bye-Oh" (Jackie DeShannon/Sharon Sheeley) 3:12
35. "I'm Walking Proud" [Take 14] (Gerry Goffin/Carole King) 1:52

### CD 5
1. "Girls Girls Girls (What a Headache)" (okänd) 1:53
2. "Trouble" (okänd) 1:55
3. "Born to Lose" (Frankie Brown) 2:22
4. "Just One Time" (Don Gibson) 	2:16
5. "Release Me" (Eddie Miller/Dub Williams/RobertYoung) 2:19
6. "Sweet Dreams" (Don Gibson) 2:45
7. "Silver Threads and Golden Needles" (Dick Reynolds/Jack Rhodes) 2:14
8. "Send Me the Pillow You Dream On" (Hank Locklin) 2:29
9. "I'm So Lonesome I Could Cry" (Hank Williams) 2:55
10. "Oh, Lonesome Me" (Don Gibson)	2:14
11. "I Walk the Line" (Johnny Cash) 2:37
12. "Lonely Street" (Carl Belew/Kenny Sowder/W.S. Stevenson) 2:20
13. "This Is the Last Song I'm Ever Going to Sing" (Jerry Allison/Sonny Curtis) 2:14
14. "Please Help Me, I'm Falling (In Love with You)" (Hal Blair/Don Robertson) 2:22
15. "Love Her" [Take 23] (Barry Mann/Cynthia Weil) 2:58
16. "Love Her" [Take 25] (Barry Mann/Cynthia Weil) 2:29
17. "When Showflakes Fall in the Summer" (Barry Mann/Cynthia Weil) 2:16
18. "The Girl Sang the Blues" (Barry Mann/Cynthia Weil) 2:05
19. "Warum" (Hans Bradtke/Dobschinsky) 2:14
20. "Du Is Bist Nicht So Wie Die Andem" (Charlie Niessen/Ritter) 2:28
21. "Wo Sind Die Schönen Toge" (Hans Bradtke/Charlie Niessen) 2:11
22. "Susie" (Kurt Hertha/Mayer) 1:50
23. "The Facts of Life" (Don Everly) 2:13
24. "I Think of Me" (Don Everly) 1:59
25. "The Drop Out" (Don Everly) 2:16
26. "Hello Amy" (Don Everly) 2:16
27. "Ain't That Lovin' You, Baby" 	(Reed) 	2:02
28. "The Ferris Wheel" (Dewayne Blackwell/Ronald Blackwell) 2:18
29. "Don't Forget to Cry" (Boudleaux Bryant/Felice Bryant) 2:05
30. "You're the One I Love" (Boudleaux Bryant/Felice Bryant) 2:03
31. "Honolulu" (Boudleaux Bryant/Felice Bryant) 1:50
32. "Ring Around My Rosie" (Blackwell) 2:32
33. "Coke Commercial #1" 1:29
34. "Coke Commercial #2" 1:03
35. "Coke Commercial #3" 0:30

### CD 6
1. "Bye Bye Love" (Boudleaux Bryant/Felice Bryant) 2:17
2. "Wake Up Little Susie" (Boudleaux Bryant/Felice Bryant) 2:01
3. "All I Have Is to Dream" (Boudleaux Bryant) 2:22
4. "Bird Dog" (Boudleaux Bryant) 2:16
5. "('Til) I Kissed You" (Don Everly) 	2:24
6. "Devoted to You" (Boudleaux Bryant) 2:23
7. "Gone, Gone, Gone" (Don Everly/Phil Everly) 2:04
8. "Torture" (John D. Loudermilk)2:22
9. "It's Been a Long Dry Spell" (John D. Loudermilk) 2:28
10. "Love Is All I Need" (Boudleaux Bryant/Felice Bryant) 1:54
11. "Hound Dog" (Jerry Leiber/Mike Stoller) 	1:56
12. "Slippin' and Slidin'" (Eddie Bocage/Albert Collins/Richard Wayne Penniman/James Smith) 1:56
13. "Susie Q" (Eleanor Broadwater /Dale Hawkins/Stan Lewis) 1:56
14. "I Got a Woman" (Ray Charles) 2:07
15. "So Fine" (Johnny Otis) 2:14
16. "You're My Girl" (Don Everly/Phil Everly)	2:28
17. "Give Me a Sweetheart" (John D. Loudermilk) 2:11
18. "Don't Let the Whole World Know" (Don Everly/Phil Everly)	2:08
19. "Don't Ya Even Try" (okänd) 1:57
20. "Lonely Weekends" (Charlie Rich) 1:59
21. "Kansas City" (Jerry Leiber/Mike Stoller) 	2:24
22. "Maybelline" (Chuck Berry) 1:50
23. "Love Hurts" (#2) (Boudleaux Bryant) 1:58
24. "That'll Be the Day" (Jerry Allison/Buddy Holly/Norman Petty) 2:20
25. "Dancing in the Street" (Marvin Gaye/Ivy Hunter/William Stevenson) 2:45
26. "Kiss Your Man Goodbye" (#1) (Don Everly/Phil Everly) 2:21
27. "Buona Fortuna Amore Mio (So Sad)" Don Everly/Speccia) 2:36
28. "Non Mandami Piu Florio (How Can I Met Her)" (Gerry Goffin/Jack Keller) 1:50
29. "Susie Q" (Eleanor Broadwater /Dale Hawkins/Stan Lewis) 1:57
30. "Follow Me" (Boudleaux /Don Everly) 2:00
31. "It Only Costs a Dime" (Don Everly/Phil Everly) 1:58
32. "I'll Never Get Over You" (Don Everly/Phil Everly) 2:07
33. "The Price of Love" (Don Everly/Phil Everly) 2:05

### CD 7
1. "Sag' auf Wiedersehen" (Erwin Halletz/Jean Nicolas)	2:03
2. "Am Abend auf der Heide" (DiLazzaro/Richter)	2:25
3. "Zwei Gitarren Am Meer" (Funk/Holm) 2:38
4. "Wenn du Mich Küsst" (Erwin Halletz/Jean Nicolas) 2:09
5. "La Luna E un Pallido Sole" (Ingrosso/Mogul) 2:19
6. "Non Mi Resti Che Tu" 	(Lojacono/Nisa)	2:14
7. "Kiss Your Man Goodbye" (#2) (Don Everly/Phil Everly)	2:20
8. "To Show I Love You" (Tony Hatch) 2:36
9. "My Babe" (Willie Dixon) 2:39
10. "See See Rider" (Gertrude McRainey) 2:10
11. "The Girl Can't Help It" (Bobby Troup)	2:10
12. "Love Is Strange" (Mickey Baker/Elias McDaniels/Silvia Robinson) 2:52
13. "Love Is Strange" (singelversion) (Mickey Baker/Elias McDaniels/Silvia Robinson) 2:49
14. "People Get Ready" (Curtis Mayfield) 2:04
15. "Money (That's What I Want)" (Bradford, Gordy 	2:29
16. "Lonely Avenue" (Doc Pomus) 2:33
17. "Hi Heel Sneakers" 3:15
18. "What Am I Living For" (Art Harris /Fred Jacobson) 3:05
19. "Walking the Dog" (Rufus Thomas) 2:38
20. "I Almost Lost My Mind" (Ivory Joe Hunter) 2:36
21. "Man With Money" (Don Everly/Phil Everly) 2:34
22. "I'll See Your Light" [Take 4] (Bodie Chandler/Edward McKendry) 2:35
23. "I'll See Your Light" [Take 2a] (Bodie Chandler/Edward McKendry) 3:07
24. "Nothing Matters But You" [Take 6] (Gary Geld/Peter Udell) 2:07
25. "Nothing Matters But You" [Take 18] (Gary Geld/Peter Udell) 2:15
26. "I Used to Love You" (Sonny Curtis) 2:22
27. "It's All Over" (#1) [Take 7] (Don Everly) 2:26
28. "It's All Over" (#1) [Take 4A] (Don Everly) 2:54
29. "And I'll Go" [Take 16] (Sonny Curtis) 2:21
30. "And I'll Go" [Take 37] (Sonny Curtis)	2:17
31. "Night Time Girl" (Al Kooper/Irwin Levine) 2:21